# Modderena vendae
Modderena vendae är en insektsart som beskrevs av Pieter D. Theron 1984. Modderena vendae ingår i släktet Modderena och familjen dvärgstritar. Inga underarter finns listade i Catalogue of Life.